# 葛城円
円大臣（つぶらのおおおみ、生年不詳 - 安康天皇3年（456年））は、古代日本の豪族。

## 人物
履中天皇2年（401年）、国政に参加する。安康天皇3年（456年）、眉輪王が安康天皇を殺した時、眉輪王と同時に疑いをかけられた坂合黒彦皇子（さかあいのくろひこのみこ）を屋敷にかくまう。しかし、雄略天皇に屋敷を包囲され、娘の韓媛（からひめ）と「葛城宅七区（葛城の屯倉（みやけ）7ヶ所か）」を差出して許しを乞うたが、認められず焼き殺される（『日本書紀』）。
『古事記』では、坂合黒彦皇子は逃げこむ前に討たれ、差出した屯倉も5ヶ所になる。また、焼き殺されたのではなく眉輪王を殺して自害したことになっている。
奈良県御所市にある5世紀前半の豪族居館遺跡である極楽寺ヒビキ遺跡では、焼けた建物や塀が確認されており、円大臣（葛城氏）の館跡であるとする研究結果が存在する。

## 系譜
- 曾祖父は武内宿禰、祖父は葛城襲津彦、父は玉田宿禰[1]あるいは葦田宿禰[2]。
- 娘は韓媛、雄略天皇の妃。清寧天皇は外孫。

## 異名
- 円大使主（つぶらのおほみ） - 『日本書紀』履中天皇二年の条
- 円大臣（つぶらのおおおみ） - 『日本書紀』雄略天皇元年の条
- 都夫良意富美（つぶらのおほみ） - 『古事記』安康天皇の部分の記述